# 国安わたる
国安 わたる（くにやす わたる、本名：国安 亘、 1960年10月5日 - ）は、日本の男性シンガーソングライター、作曲家。千葉県香取郡多古町出身。ラニ・クリエイツ所属。

## 概歴
シンガーソングライター、音楽プロデューサーの国安修二の実弟であり、兄がRAINのメンバーとしてレコードデビューした頃と同時期から音楽活動を開始。1984年にレコード・デビュー。ポップ・アップテンポな曲調が多く、アイドル歌手の作曲家として多くの楽曲を残している。1987年から1989年に放送されたテレビアニメ『ミスター味っ子』の主題歌でも知られている。
1990年代以降は楽曲提供とライブを中心に活動していた。2000年代前半は世田谷区のコミュニティFMでDJを担当するなどしていたが、2007年以降の音楽活動は休止状態となっている。
現在は兄が上野御徒町駅近くで経営する、参加型ライブハウス兼バーの「フォーク居酒屋 旅のつづき…」でマスターを務めており、イベントによっては楽器演奏などのパフォーマンスを見せることがある。
このライブバーで約16回にわたり開かれていたコンテスト形式のイベントにおいて、後に日本のポピュラー音楽界初のコモンレーベル"S&Lミュージック"の企画立案スーパーバイザーとなる、アマチュア時代のシンガーソングライターきいちろに、当該イベント唯一となる"マスター賞"を与えている。

## ディスコグラフィー

### シングル
| #                                 | 発売日         | タイトル                        | B面                  | 規格           | 規格品番       |
| キングレコード                    | キングレコード | キングレコード                  | キングレコード       | キングレコード | キングレコード |
| --------------------------------- | -------------- | ------------------------------- | -------------------- | -------------- | -------------- |
| 1st                               | 1984年4月21日  | くわえ煙草に雨                  | BIRTHDAY             | EP             | K07S-529       |
| 2nd                               | 1984年9月21日  | 追いかけて                      | その指にふれた時     | EP             | K07S-639       |
| 3rd                               | 1985年5月21日  | かけてゆく季節                  | 君によせて           | EP             | K07S-10017     |
| 4th                               | 1985年10月21日 | 眠れない世代                    | 夏からの場面         | EP             | K07S-10063     |
| 5th                               | 1986年7月21日  | 夏の瞳                          | 予感                 | EP             | K07S-10114     |
| 6th                               | 1986年11月21日 | Call me〜孤独の扉/孤独の扉      |                      | EP             | K07S-10143     |
| キングレコード / スターチャイルド |                |                                 |                      |                |                |
| 7th                               | 1987年10月5日  | ルネッサンス情熱/心のPhotograph |                      | EP             | K07S-10217     |
| NECアベニュー                     |                |                                 |                      |                |                |
| 9th                               | 1988年6月21日  | ホワイトナイト                  | 一度、愛を自由にして | EP             | N07E-13        |
| 9th                               | 1988年6月21日  | ホワイトナイト                  | 一度、愛を自由にして | 8cmCD          | N10C-8         |

### アルバム

#### オリジナル・アルバム
|                | 発売日         | タイトル           | 規格           | 規格品番       |
| キングレコード | キングレコード | キングレコード     | キングレコード | キングレコード |
| -------------- | -------------- | ------------------ | -------------- | -------------- |
| 1st            | 1984年4月21日  | くわえ煙草に雨     | LP             | K28A-503       |
| 1st            | 1984年4月21日  | くわえ煙草に雨     | CT             | K28H-488       |
| 2nd            | 1984年11月21日 | 蒼い冬に           | LP             | K28A-615       |
| 2nd            | 1984年11月21日 | 蒼い冬に           | CT             | K28H-634       |
| 3rd            | 1985年10月21日 | 眠れない世代       | LP             | K28A-690       |
| 3rd            | 1985年10月21日 | 眠れない世代       | CT             | K28H-744       |
| 3rd            | 1985年10月21日 | 眠れない世代       | CD             | K32X-58        |
| 4th            | 1986年11月21日 | 愛せない僕の罪     | LP             | K28A-778       |
| 4th            | 1986年11月21日 | 愛せない僕の罪     | CT             | K28H-956       |
| 4th            | 1986年12月5日  | 愛せない僕の罪     | CD             | K32X-115       |
| NECアベニュー  |                |                    |                |                |
| 5th            | 1988年6月21日  | ピアシング・アイズ | LP             | N28U-9         |
| 5th            | 1988年6月21日  | ピアシング・アイズ | CT             | N28T-9         |
| 5th            | 1988年6月21日  | ピアシング・アイズ | CD             | N32-9          |

#### ベスト・アルバム
|                | 発売日         | タイトル               | 規格           | 規格品番       |
| キングレコード | キングレコード | キングレコード         | キングレコード | キングレコード |
| -------------- | -------------- | ---------------------- | -------------- | -------------- |
| 1st            | 1988年10月21日 | 国安わたるベストヒッツ | CD             | K30X-343       |

### タイアップ
| 曲名             | タイアップ                                              | 収録作品                                    |
| ---------------- | ------------------------------------------------------- | ------------------------------------------- |
| 追いかけて       | ブルボン『CAN DO』イメージ・ソング                      | シングル「追いかけて」                      |
| 夏の瞳           | カルビー『スイートコーンスナック』イメージ・ソング      | シングル「夏の瞳」                          |
| 孤独の扉         | 月桂冠「日本酒が好きですか」キャンペーン イメージソング | シングル「Call me〜孤独の扉/孤独の扉」      |
| ルネッサンス情熱 | テレビ東京系アニメ『ミスター味っ子』オープニングテーマ  | シングル「ルネッサンス情熱/心のPhotograph」 |
| 心のPhotograph   | テレビ東京系アニメ『ミスター味っ子』エンディングテーマ  | シングル「ルネッサンス情熱/心のPhotograph」 |

## 楽曲提供
- 秋本理央 『ときめきセブンティーン』
- 阿部寛『雨の中のPAIN』
- 生稲晃子 『忘れたいのに』
- 池田聡 『悲しい瞳』
- 岩井小百合 『涙に天使』
- 内海和子 『もう君の名前も呼べない』『とっておきのビーフシチュー』
- 太田貴子 『未来は君の中に』
- 柏原芳恵 『夢以上・恋以上』『グッドバイ・セレモニー～ロンリーハート達の街角～』『都会のマーメイド』
- 河上幸恵 『卒業してから 〜After Graduation〜』
- 木内美歩 『別の誰かを愛するふりしてた』
- 国実百合 『哀しい疑惑』
- 倉沢淳美 『卒業まで』『春風の約束』
- 桑田靖子 『優しくされたい』『九月が来ても』
- 小出広美 『心はプリズム』
- 酒井法子 『雨粒は優しくて』
- 中村由真 『ヘッドフォンより愛をこめて』
- 中森明菜 『ジプシー・クイーン』『シャット・アウト』『Blue On Pink』
- 西村知美 『たそがれ物語』『ルノアールの景色』
- ニャンギラス 『恋の夕凪』
- 原真祐美 『コントラスト』
- ひろえ純 『答えて欲しい』
- 堀ちえみ 『恋』
- 松田聖子 『冬のマリーナ〜潮風に乗せて』
- 松本明子 『夏色のギャルソン』
- 水谷麻里 『メビウス天国』
- 南野陽子 『はいからさんが通る』『白夜のひまわり』
- 三好鉄生 『男心の子守唄』『十五年目の少年』『少年の瞳』『少年のままで』
- 八木さおり 『ガールフレンド』
- 山下真司 『10年目の約束』
- 山本ゆかり 『悪戯（いたずら）エトランゼ』